# Carl Ehrenberg (Komponist)

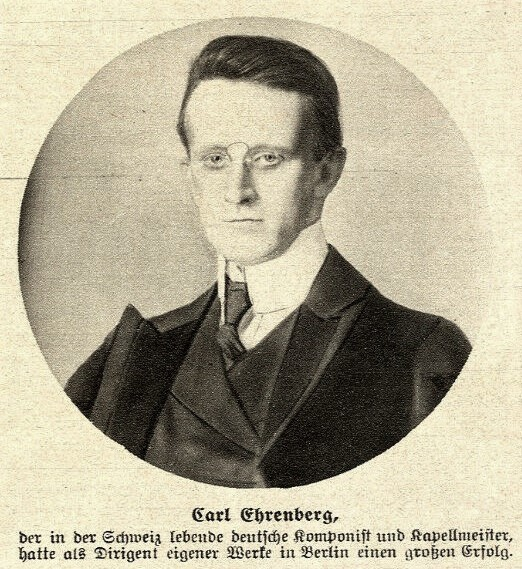
Carl Ehrenberg (um 1913)

Carl Emil Theodor Ehrenberg (* 6. April 1878 in Dresden; † 26. Februar 1962 in München) war ein deutscher Komponist.

## Leben
Er war der Sohn des Malers Carl Ehrenberg und einer Konzertsängerin (geb. Langheim) sowie der Bruder des Geigers und Malers Paul Ehrenberg; die Brüder, die 1892 ihre Mutter verloren, wuchsen im Haus des Staatsarchivars Theodor Distel zusammen mit dessen Töchtern Hilde und Lilly auf.
Ersten Klavierunterricht erhielt er bei seiner Mutter, dann bei Friedrich Ries und schließlich bis zum Eintritt ins Konservatorium bei der Pianistin Sophie Hoffmann. Ab 1894 studierte er am Konservatorium von Dresden bei Felix Draeseke (Komposition), ferner bei den Kammermusikern Schirmer und Stenz (Violoncello), bei Percy Sherwood (Partiturspiel) und Wilhelm Rischbieter (Kontrapunkt). Noch bevor er 1898 das Konservatorium verließ, wurden ein Streichquartett (1896), eine Sinfonie in B-Dur (1897), eine Tondichtung Waldmärchen und Sinfonische Skizzen (1898) von ihm aufgeführt.
Ehrenberg war dann Kapellmeister in Dortmund, Würzburg, am Münchener Hoftheater (1900–1904), in Posen, Augsburg, Metz und Lausanne (1909–1915), bevor ihn sein Weg im Krieg nach Augsburg (städitscher Kapellmeister), Homburg, Frankfurt (Sinfoniekonzerte) und 1922 als  Staatsopernkapellmeister nach Berlin (bis Herbst 1923) führte. Von 1925 bis 1935 unterrichtete er an der Musikhochschule Köln, zum 1. August 1932 trat er der NSDAP bei (Mitgliedsnummer 1.240.737). Von 1935 bis 1945 war er Professor an der Musikhochschule München. Zusätzlich gehörte er innerhalb des NS-Regimes der Fachschaft Musikerzieher der Reichsmusikkammer an.
Ehrenberg war 1939 Mitglied des Leitungsgremiums des „Münchener Festsommers“ und hatte dabei alle musikalischen Belange unter sich. Innerhalb dieser Veranstaltungsreihe übernahm er etwa die Leitung eines Festkonzerts mit Sequenzen aus „Tannhäuser“ und einem Orchester aus 60 Münchner Musikern sowie drei Solisten, das am 5. August 1939 im Sängersaal von Schloss Neuschwanstein Aufführung fand.
Ehrenberg komponierte eine Oper, zwei Sinfonien, Sinfonische Skizzen, zwei Orchestersuiten, eine Ouvertüre, Männerchöre mit Orchester, ein Cellokonzert, kammermusikalische Werke, Schauspielmusiken und Lieder.
Er ruht auf dem Münchner Nordfriedhof.

## Werke (Auswahl)
- Symphonischer Prolog zu einem vaterländischen Gedenkspiel (1916)
- Anneliese. Nordische Ballade op. 24
- Dein Vaterland für Chor und Orchester op. 27 (1927)
- Festliches Vorspiel op. 34
- Musik zu einem deutschen Märchenspiel op. 35
- Romantische Ouvertüre für Orchester (1938)
- Goethe-Lieder (1939)
- Sonate für Violine und Klavier (1939)
- Sinfonietta op. 45 (1950)[3]

## Schriften
- Carl Ehrenberg: Autobiographische Skizze. In: Programm-Buch der Abendmusiken im Grotrian Steinweg-Saal. H. 8 v. 15. Januar 1925, S. 132–134.